# 夔州府

夔州府在四川省的位置（1820年）

夔州府，明洪武四年（1371年）改夔州路置，治奉节县（今属重庆市）。辖境相当今四川、重庆两省市之万源、达州、梁平等市县以东地区及湖北省建始縣、陝西省平利縣、洵陽縣、石泉縣。明、清属四川布政司。清时辖境缩小，仅有今重庆市开州区、万州区以东地区。1913年废。

## 明代的夔州府
夔州府元為夔州路，屬四川行省。
- 直領縣二：奉節縣（附郭）、巫山縣；
- 州七：施州（領建始縣1縣）、達州（（領通川縣、新寧縣2縣）、梁山州（領梁山縣1縣）、萬州（領武寧縣1縣）、雲陽州、大寧州，開州[2]。
- 洪武三年（1370年）置平利縣、洵陽縣、石泉縣三縣，屬大寧州[3]。
- 洪武初置大昌縣，屬夔州府，後因充軍死徙，併入大寧縣。永樂初復置。
- 洪武四年（1371年）裁施州，其地入建始縣；裁武寧縣，其地入同城之萬州；分新寧縣往屬於重慶府；改夔州路為府[4]。
- 洪武五年二月甲辰（1372年3月31日）分大寧州屬平利、洵陽、石泉三縣，往屬陝西漢中府[5]。
- 洪武六年九月己亥（1373年9月17日）降開州為縣[6]。
- 是年十二月甲寅（1374年1月30日）降雲陽、萬二州為縣；裁梁山州，其地入同城之梁山縣[7]。
- 洪武九年四月甲午（1376年4月29日）降夔州府為散州，裁附郭奉節縣；降大寧、達二州為縣；省通川縣入達縣；夔州及府原領之巫山、大寧、雲陽、萬、開、梁山、建始、達八縣，一併往屬於重慶府[8]。
- 洪武十年五月戊寅（1377年6月7日）升夔州為直隸州，分巫山、大寧、雲陽、萬、開、建始、達七縣來屬[9]。
- 洪武十三年十一月庚戌（1380年12月20日）升夔州直隸州為府，置附郭奉節縣；分重慶府忠州屬梁山縣來屬府；置大昌縣屬府；復置新寧縣來屬[10]。
- 洪武十四年五月辛卯（1381年5月30日）復置施州，分建始縣隸之[11]。
- 洪武二十三年（1390年）裁施州，建始縣還屬府[12]。
- 成化元年七月己酉（1465年7月26日），析達縣五里置東鄉縣，屬府[13]。
- 正德九年（1514年）復升達縣為州，分東鄉縣隸之。
- 正德十年（1515年）割東鄉縣太平里置太平縣，屬達州[14]。

至明末，夔州府直領縣十；奉節、巫山、大昌、大寧、雲陽、萬、開、梁山、新寧、建始；州一：達（領東鄉、太平二縣）。

## 明代知府
- 盛南金，洪武初年任
- 崔榮，洪武年任
- 嚴觀民，字竣德，金华人，进士，永樂年任
- 許譽，永樂年任
- 陳垣，湖广应城人，正統年任
- 沈琮，景泰五年由南京兵部主事升任
- 季亨，天顺年任
- 王謙，天顺四年由太常寺少卿降任
- 胡軫，丰城人，天顺年任，擢浙江提学副使
- 项倬，成化年任
- 吕晟，永丰人，成化年以南京礼部郎中任
- 刘观，成化十四年由保定府调任
- 吴英，成化年任
- 陳仕寶，广东揭阳进士，成化十九年任
- 汪奎，成化二十一年由御史升任
- 王珣，成化年任
- 劉讓，陕西朝邑进士，弘治三年任
- 杨维，湖广武陵进士，弘治四年任
- 吴珏，浙江临海進士，弘治年任
- 高鑑，號鐵溪，信阳人，弘治年任
- 杨奇，字秀夫，壶关进士，弘治十二年任，十八年升两浙運使
- 王用，山东安丘进士，正德三年考察罢
- 熊達，江西南昌进士，正德三年由福建参政降任，次年考察罢
- 吴潜，字顯之，江西临川进士，正德四年任，十年升云南副使
- 劉文焕，直隶真定进士，正德十年任，十三年考察罢
- 章槩，浙江会稽進士，正德十二年任，次年考察罢
- 劉黼，浙江山阴進士
- 鄭選
- 謝樞，湖广巴陵举人
- 曹恩，直隶广德进士
- 屈鉞，陕西蒲城进士
- 韓坤，字子原，陕西蒲城进士，嘉靖十一年致仕
- 倪組，福建闽县进士
- 范廷儀，直隶真定举人
- 郭鳳，直隶保定举人
- 杨琇，广西桂林举人
- 张环，陕西西安进士，以户部郎中升，二十一年任，二十三年升山东副使
- 許應元，浙江钱塘進士，嘉靖二十三年任，二十八年升四川副使
- 唐時，字學孔，號颐菴，直隶雄县进士
- 赵继孟，山西泽州进士
- 张廷柏，山西蒲州进士，升贵州副使
- 陈时范，福建长乐进士，升四川副使
- 许宗镒，福建晋江进士，隆慶二年升广东副使
- 孔惟德，直隶丹阳进士
- 胡秉性，河南汝宁舉人
- 郭棐，广东番禺进士，萬曆三年任，五年升湖广副使
- 許三省，浙江仁和举人
- 萬通，江西南昌进士，萬曆九年任，次年卒于官
- 李宜春，山东莘县进士，萬曆十年任，十五年贬两淮运判
- 朱讓，广东南海进士，萬曆十五年任
- 鄭札，山西澄城举人
- 耿争光，河南杞县进士，萬曆二十二年任
- 李時孶，陕西洋县举人，萬曆三十一年升本省副使
- 林烇章，福建莆田人，前户部郎中
- 宋鸿儒，山东德州进士
- 高位，陕西华州举人
- 徐祯稷，直隶华亭进士，萬曆四十三年升本省副使
- 朱邦楨，直隶吴县进士，萬曆四十三年任，四十八年升广东副使
- 宋名世，河南商丘进士，萬曆四十八年任，天啓二年考察罢
- 史赞舜，天啓二年任，六年升贵州副使
- 成珍，陕西朝邑进士，崇祯年任
- 曹燁，崇祯十三年任
- 胡大年，陕西永昌卫人，由廪生取乙酉、戊子两次副榜，承蔭官生

## 清代的夔州府[15]
- 順治初年，仍領州一縣十二：達州、奉節縣、巫山縣、大昌縣、大寧縣（現巫溪縣）、雲陽縣、萬縣、開縣、梁山縣（現梁平区）、新寧縣（現開江縣）、建始縣、東鄉縣（現宣漢縣）、太平縣（現萬源市）。
- 康熙七年，裁大寧縣歸併奉節縣，裁新寧縣歸併梁山縣，領州一縣十。
- 康熙九年（1670年），大昌縣歸併巫山縣，領州一縣九。
- 雍正六年（1728年），達州升達州直隸州，東鄉、太平二縣往屬，領縣七。
- 雍正七年（1729年），復設新寧縣、大寧縣，領縣九。
- 雍正十一年（1733年），改梁山縣往屬忠州直隸州，領縣八。
- 雍正十二年（1734年），改新寧縣往屬達州直隸州，領縣七。
- 雍正十三年（1735年），改建始縣往屬湖北省施南府，領縣六。
- 乾隆二十二年（1757年），於石砫土司地方設石砫廳，移府雲安鹽務同知駐紮。代理土司，領廳一縣六。
- 乾隆二十六年（1761年），石砫廳升為石砫直隸廳，領縣六。

## 延伸阅读
[在维基数据编辑]
 《欽定古今圖書集成·方輿彙編·職方典·夔州府部》，出自陈梦雷《古今圖書集成》